# Филипп I (граф Шаумбург-Липпе)
Филипп I Липпе-Альвердиссенский (нем. Philipp I. zur Lippe-Alverdissen; 18 июля 1601, дворец Браке под Лемго — 10 апреля 1681, Штадтхаген) — граф Шаумбург-Липпе с 1647 года. Родоначальник дома Шаумбург-Липпе.

## Биография
Филипп I — младший сын графа Симона VI Липпского (1555—1613) и его второй супруги Елизаветы Гольштейн-Шаумбургской. После смерти отца получил в апанаж амты Липпероде и Альвердиссен. В 1640 году унаследовал от сестры, графини Елизаветы Гольштейн-Шаумбургской, матери последнего графа Шаумбургского Отто V, часть графства Шаумбург с амтами Штадтхаген, Бюккебург, Аренсбург и Хагенбург. Эти земли под управлением Филиппа получили название Шаумбург-Липпе.

## Брак и потомки
В 1644 году в Штадтхагене граф Филипп женился на ландграфине Софии Гессен-Кассельской, дочери ландграфа Морица Гессен-Кассельского и Юлианы Нассау-Дилленбургской. У супругов родились:
- Елизавета (1646)
- Элеонора София (1648—1671)
- Иоганна Доротея (1649—1695), замужем за графом Иоганном Адольфом Бентгейм-Текленбургским (1637—1704), развод в 1664 году
- Гедвига Луиза (1650—1731), замужем за герцогом Августом Шлезвиг-Гольштейн-Зондербург-Бекским(1652—1689)
- Вильгельм Бернхард (1651)
- Елизавета Филиппина (1652—1703), замужем за графом Филиппом Кристофом Брейннером Аспарнским (ум. 1708)
- Фридрих Кристиан (1655—1728), граф Шаумбург-Липпе, женат на графине Иоганне Софии Гогенлоэ-Лангенбургской (1673—1743), развод в 1691 году, затем на анне Марии фон Галль (1707—1760)
- Карл Герман (1656—1657)
- Шарлотта Юлиана (1657—1684), замужем за графом Иоганном Генрихом фон Кюфштейном (1643—1687)
- Филипп Эрнст (1659—1723), граф Липпе-Альвердиссена, женат на Доротее Амалии Шлезвиг-Гольштейн-Зондербург-Бекской (1656—1739)